# Péter Glaser
Péter Glaser (* 1968 in Budapest) ist ein ungarischer Jazz-Bassist und Tontechniker.
Glaser studierte klassische Musik und Jazz an der Franz-Liszt-Musikakademie in Budapest. Er arbeitete dann mit verschiedenen Bands, darunter der Gruppe des Gitarristen Gábor Gadó, dem Jazzrock-Trio Handmade mit dem Schlagzeuger Győző Mohai und dem Gitarristen Mihály György, der Gruppe Silent Way unter Leitung des Pianisten Mihály Farkas, der Elemér Balázs Group und dem Dés László Septett.
Als Tontechniker wirkte er am Soundtrack des Films Getno und den Alben Refracting Sounds und Magyar Népdalok der Elemér Balázs Group mit. In jüngerer Zeit arbeitete er mit Gabi Szucs, Tamás Szabó und Tibor Tátrai zusammen.

## Diskografie
- Silent Way: Standby. 1996
- Silent Way: This Time. 1999
- Balázs Elemér Group: Refracting Sounds. 2005
- Balázs Elemér Group: Magyar Népdalok. 2005
- Örömkoncert 2005
- Dés László & Nemes István Sose Halunk Meg - Zenés Játék 2007